# Sahle Dengel d'Éthiopie
Sahle Dengel né vers 1778 il fut quatre fois Roi des Rois d'Éthiopie entre 1832 et 1855.

## Origine
Sahle Dengel est le frère de l'éphémère empereur Gebre Krestos, comme lui, il prétend donc être le fils de Gabre Masai fils de Wolde Amlak fils d'Aganathos lui-même issu d'un fils cadet de l'empereur Fasiladas

## Règne
Mis sur le trône par ras Ali II d'Yedjou en remplacement de Gebre Krestos d'Éthiopie d'octobre 1832 au 29 août 1840, il est récusé par le clergé. Il alterne ensuite sur le trône avec Yohannès III d'Éthiopie : restauré en octobre 1841 et déposé 1845, remis sur le trône une troisième fois en 1845 déposé de nouveau en janvier 1850 et enfin restauré en 1851, il est finalement capturé par l'empereur Téwodros II, le  11 février 1855, et assigné à résidence au Godjam, où il meurt à une date inconnue.